# Egua
L'Egua è un grosso torrente che scorre nell'omonima valle, in Valsesia. 

## Percorso

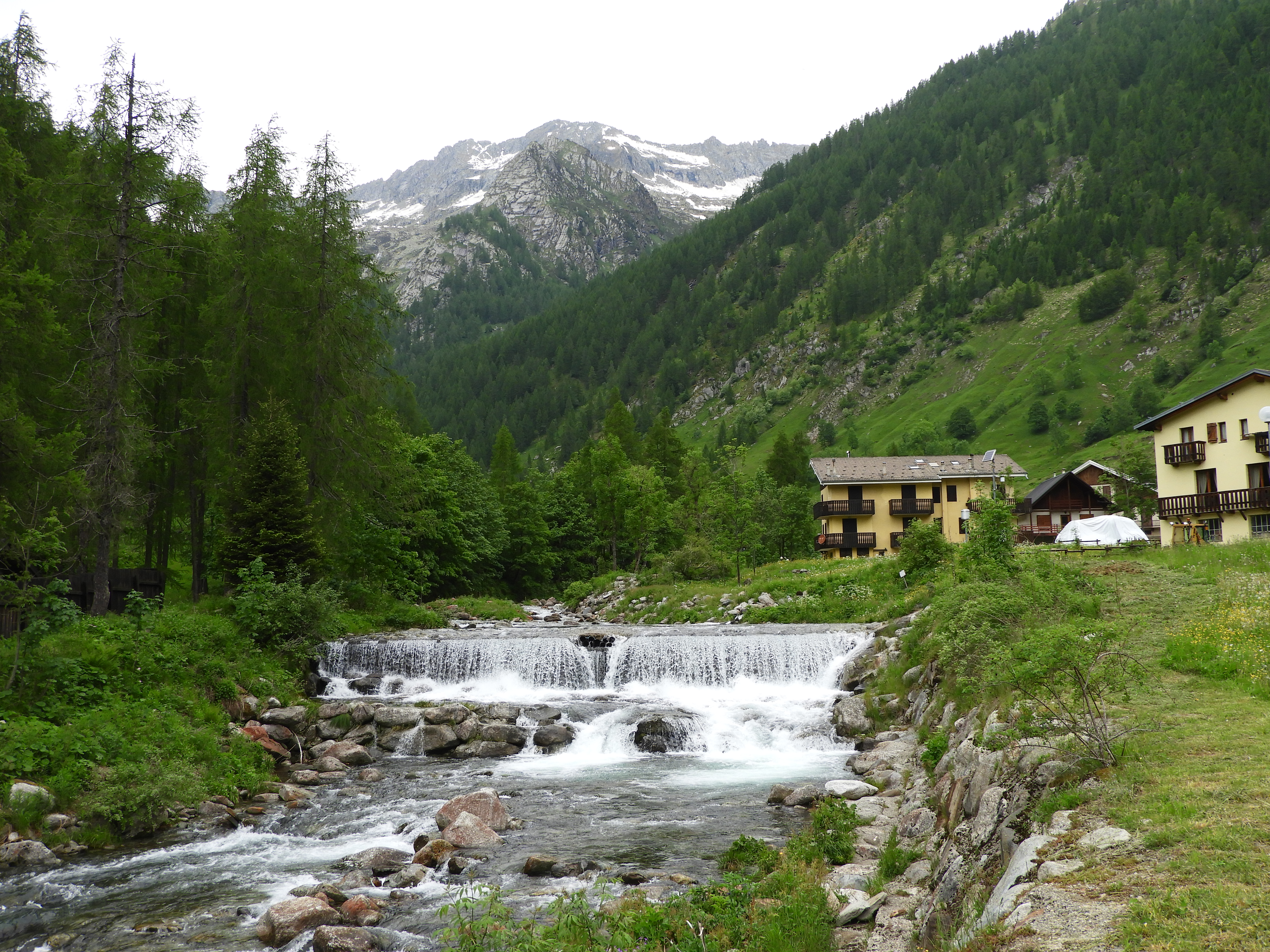
Una cascatella dell'Egua

Nasce dal Pizzo Tignaga a circa 2400 m s.l.m. e come prima località incontra Carcoforo, dove riceve l'apporto del torrente Rila; superato quest'ultimo, scorre verso sud incontrando le località di Campo Ragozzi, Ferrate, Furgotti, Molino, Balmelle, Chiesetto, Priami, fino a raggiungere a Rimasco. Presso quest'ultimo centro abitato si immette nel Sermenza tramite il lago di Rimasco.

## Regime idrologico
L'Egua, pur avendo un regime nivo-pluviale, ha una portata d'acqua considerevole in ralazione al proprio bacino (media annua 2.0 m³/s).

## Kayak e canoa
Il tratto del torrente Egua a monte del Lago di Rimasco è un noto percorso per kayak.